# 허자징
허자징(何家勁, 하가경, 영문명은 Kenny Ho, 1959년 12월 29일 ~ )은 홍콩의 남성 가수, 작사가, 작곡가, 영화 배우, 텔레비전 배우, 텔레비전 드라마 연출가이다.
홍콩에서 출생하였고 지난날 한때  중화인민공화국 광둥성 언핑에서 잠시 유아기를 보낸 적이 있는 그는 1982년 텔레비전 드라마에서 배우로 첫 데뷔하였고 이어 같은 해 가수로도 데뷔하였으며 1984년 영화 《유협정(游俠情)》의 주연으로 영화 배우 데뷔하였다.

## 출연작품

### 드라마
- 1993 포청천 - 전조 역
- 2008 포청천 - 전조 역
- 대영웅정성공
- 무우공주
- 서검은구록
- 보표
- 마영정
- 유검강호
- 걸개황제전기
- 소년장삼풍
- 제갈량
- 대장군

### 영화
- 속 프로젝트A
- 옥중룡
- 장지호정
- 하일복성
- 풍운2

## 같이 보기
- 판훙쉔
- 진차오췬